# Hebomoia leucippe
Hebomoia leucippe is een dagvlinder uit de familie Pieridae, de witjes en heeft een spanwijdte ongeveer 80 millimeter.
De vlinder komt voor op de Molukken. Twee ondersoorten, Hebomoia leucippe daemonis en Hebomoia leucippe leucogynia, komen voor op de eilanden Serang en Buru.